# Ross Sea Party
De Ross Sea Party was een expeditie naar Antarctica ter ondersteuning van de Endurance-expeditie van Ernest Shackleton. De expeditie moest voedseldepots aanleggen tussen Kaap Evans en de Beardmoregletsjer, waar de expeditie van Shackleton van gebruik kon maken tijdens de oversteek van het continent.
Zowel de Endurance-expeditie als de Ross Sea Party slaagden niet in hun opzet. Bij de Ross Sea Party kwamen drie mannen om het leven in de buurt van Hut Point.

## Expeditieleden
| Naam                             | Nationaliteit       | Functie                                        | Opmerkingen                                                        |
| -------------------------------- | ------------------- | ---------------------------------------------- | ------------------------------------------------------------------ |
| Aeneas Mackintosh (1879-1916)    | Verenigd Koninkrijk | Expeditieleider                                | Was reeds deelnemer aan de Nimrod-expeditie                        |
| Ernest Joyce (1879-1940)         | Verenigd Koninkrijk | Verantwoordelijk voor de sleeën en sledehonden | Was reeds deelnemer aan de Discovery-expeditie en Nimrod-expeditie |
| Ernest Wild (1879-1918)          | Verenigd Koninkrijk | Verantwoordelijk voor de voorraden aan boord   |                                                                    |
| Arnold Spencer-Smith (1883-1916) | Verenigd Koninkrijk | Fotograaf                                      |                                                                    |
| John Lachlan Cope (1893-1947)    | Verenigd Koninkrijk | Bioloog en arts                                |                                                                    |
| Alexander Stevens (1886-1965)    | Verenigd Koninkrijk | Hoofdwetenschapper                             |                                                                    |
| Richard W. Richards (1893-1985)  | Verenigd Koninkrijk | Fysicus                                        |                                                                    |
| Andrew Keith Jack (1893-1947)    | Verenigd Koninkrijk | Fysicus                                        |                                                                    |
| Irvine Gaze (1890-1978)          | Verenigd Koninkrijk | Assistent                                      |                                                                    |
| Victor Hayward (1887-1916)       | Verenigd Koninkrijk | Assistent                                      |                                                                    |

## Vertrek en opzetten van depots

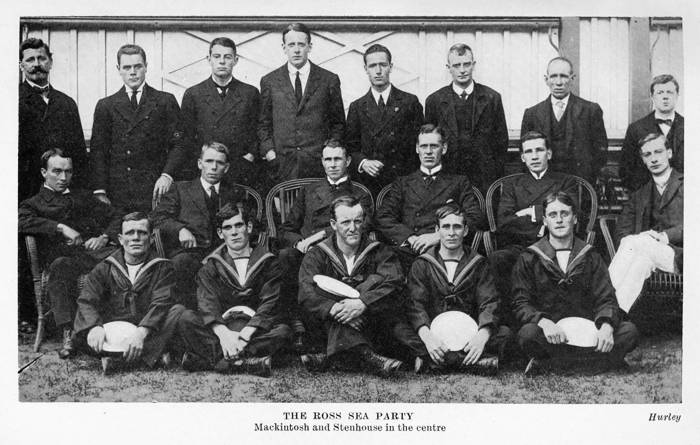
De Ross Sea Party voor het vertrek

De Ross Sea Party zou de Endurance-expeditie ondersteunen bij de oversteek. Shackleton koos als expeditieleider voor Aeneas Mackintosh, die hem ook al vergezelde tijdens de Nimrod-expeditie. Ook Ernest Joyce kende hij al van deze expeditie. Joyce was verantwoordelijk voor de sledes en de honden. 
Toen de expeditie vanuit Londen in Sydney arriveerde bleek de SY Aurora niet geschikt voor een reis naar Antarctica. Er bleek ook onvoldoende geld beschikbaar. Shackleton had deze dingen geregeld, maar was niet bereikbaar omdat hij zich aan de andere kant van het continent bevond. 
Ondanks deze moeilijkheden vertrok de SY Aurora op 14 december 1914 vanuit Hobart. Op 16 januari bereikte de expeditie McMurdo Sound aan de andere kant van Antarctica, waar de Endurance-expeditie zich bevond. Er werd gedacht dat Shackleton de oversteek van het continent zou maken tijdens het eerste seizoen. Er werden twee voedseldepots gebouwd. Op 79° zuiderbreedte nabij de rotspunten van Minna Bluff en op 80° zuiderbreedte. 
Door de vertraging in Australië was er weinig tijd. De sledehonden waren bovendien niet getraind op arctische weersomstandigheden. Na het opzetten van de voedseldepots keerden de expeditieleden terug naar Hut Point. Tien honden overleefden de terugtocht niet. De tocht duurde van januari tot maart 1915.

## Verlies van de Aurora
Mackintosh had de leiding van het schip tijdens hun tocht aan First Officer Joseph Stenhouse doorgegeven. Stenhouse moest een goede aanmeerplaats vinden voor de winter. Op 11 maart pikte Stenhouse vier expeditieleden op aan Hut Point. Een ernstige storm vernielde de SY Aurora op 7 mei. De boot werd onbestuurbaar en begon verder weg te drijven van het continent. In februari was de SY Aurora uit het pakijs geraakt. Het schip kon verder koers zetten naar Nieuw-Zeeland, dat op 2 april werd bereikt.

## Overleven op het continent en tocht noordwaarts
De bedoeling van Mackintosh was om de SY Aurora te gebruiken als hoofdkwartier van de expeditie. Zonder de SY Aurora hadden de tien mannen die nog op Antarctica zaten minder voorraden ter beschikking. Het tiental ging op zoek naar voedsel dat was achtergebleven tijdens de Discovery-expeditie en de Nimrod-expeditie. Ze overwinterden nabij Kaap Evans. Tijdens het volgende seizoen ging de expeditie weer op tocht noordwaarts. Op 1 september 1915 begon de tocht aan Kaap Evans. Probleemloos werd Hut Point bereikt. De tocht tussen Hut Point en Minna Bluff was veel zwaarder door de weersomstandigheden.
Mackintosh en Joyce waren het niet eens over de aanpak. Mackintosh wilde dat de mannen zelf de sledes vooruit trokken. Joyce, als begeleider van de honden, wilde de sledes laten trekken door de honden. De expeditie splitste zich op: Joyce ging met een zestal verder. Mackintosh behield Arnold Spencer-Smith en Ernest Wild in zijn team. Op 28 december was het depot bij Minna Bluff ook bevoorraad. 
Op 1 januari 1916 zorgde een defecte primusbrander er voor dat Cope, Jack en Gaze terug moesten keren naar Kaap Evans. Alexander Stevens was als hoofdwetenschapper al die tijd alleen op Kaap Evans gebleven. De overgebleven zes expeditieleden trokken verder noordwaarts richting Beardmoregletsjer. In de buurt van de gletsjer was Spencer-Smith niet meer in staat om verder te wandelen. De anderen lieten hem achter in een tent. Op 26 januari bereikten ze Mount Hope aan de voet van de gletsjer, alwaar ze het derde voedseldepot bouwden.

## Terugkeer naar Hut Point
Op 27 januari vertrokken de vijf expeditieleden opnieuw vanuit het depot nabij de gletsjer. Op 29 januari pikten ze Spencer-Smith op. Spencer-Smith werd op een slede gelegd. Ook Mackintosh verzwakte. Hij was niet meer in staat om de slede te trekken. Op 17 februari was het zestal genaderd tot op 16 kilometer van het depot bij Minna Bluff. Hier kwamen ze echter in een zware sneeuwstorm terecht. Doordat hun voorraden snel verminderden moesten Joyce, Richards, Wild en Hayward door de storm lopen met Mackintosh en Spencer-Smith op de sledes. Even later stortte ook Victor Hayward in.
De overgebleven drie mannen waren te verzwakt om drie personen voort te trekken met de slede. Op 8 maart werd Mackintosh achtergelaten in een tent. Het doel was om Spencer-Smith en Hayward tot aan Hut Point te brengen. Spencer-Smith stierf echter een dag later van uitputting. Op 11 maart bereikten Joyce en Wild Hut Point met Hayward op de slede.
Op 16 maart werd Mackintosh opgepikt. Sinds hun vertrek aan Kaap Evans waren ze 198 dagen onderweg geweest.
De vijf overlevenden konden op Hut Point terug krachten opdoen door het eten van zeehondenvlees. Het ijs op weg naar Kaap Evans was te dun om terug naar het startpunt te wandelen. Op 8 mei vertrokken Mackintosh en Hayward toch naar Kaap Evans. Al snel na hun vertrek kwam een sneeuwstorm op. Ondanks pogingen van de drie andere expeditieleden om hen terug te vinden, werden ze nooit meer gezien. Richards, Joyce en Wild keerden op 15 juli terug naar Kaap Evans.

## Redding op Kaap Evans
Stenhouse was op 2 april 1916 in Nieuw-Zeeland aangekomen. Zijn eerste taak bestond er in de overige expeditieleden te redden. Er was geen geld beschikbaar om de SY Aurora direct te herstellen en van Shackleton was ook niets meer vernomen. Eind mei 1916 was Shackleton in de Falklandeilanden. Hij bekommerde zich eerst om de achtergebleven expeditieleden op Elephanteiland. Pas in december 1916 kwam Shackleton aan in Nieuw-Zeeland. Onder leiding van John King Davis voer de SY Aurora naar Antarctica om de expeditieleden van de Ross Sea Party op te pikken. Op 10 januari 1917 waren de zeven overlevers van de Ross Sea Party terug aan boord van de SY Aurora.

## Latere gebeurtenissen
Wild kwam in 1918 om tijdens de Eerste Wereldoorlog. Joyce en Richards ontvingen in 1923 een Albert Medaille uit de handen van George V van het Verenigd Koninkrijk. Wild en Hayward ontvingen deze onderscheiding ook postuum.